# ایندیان ویلیج (کالیفرنیا)
ایندیان ویلیج (به انگلیسی: Indian Village) یک منطقهٔ مسکونی در ایالات متحده آمریکا است که در کالیفرنیا واقع شده‌است. ایندیان ویلیج -۶۰ متر بالاتر از سطح دریا قرار دارد.